# جيرزي كازماريك
جيرزي كازماريك (بالبولندية: Jerzy Kaczmarek)‏ هو مبارز بالسيف بولندي، ولد في 8 يناير 1948 في Lubsko ‏ في بولندا.

## وصلات خارجية
- جيرزي كازماريك على موقع أوليمبيديا (الإنجليزية)
- جيرزي كازماريك على موقع اللجنة الأولمبية البولندية (مؤرشف) (البولندية)